# بهار (جغتای)
بهار یا چاه عمیق شماره ۲۸ زورزمند روستایی از توابع بخش مرکزی شهرستان جغتای در استان خراسان رضوی ایران است.

## جمعیت
این روستا در دهستان جغتای قرار دارد و براساس سرشماری مرکز آمار ایران در سال ۱۳۹۰، جمعیت آن ۱۶۲ نفر (۴۹ خانوار) بوده‌است.